# Lanvin
Lanvin — французький багатонаціональний дім високої моди, заснований Жанною Ланвен у 1889 році. Це третій найстаріший французький дім моди, який досі діє. 1990 року він перейшов під контроль Orcofi Group, а 1996 року проданий компанії L'Oréal. У 2001 році тайванська підприємиця Шоу-Лан Вонг викупила бренд у свою власність.

## Становлення дому моди
Спочатку Жанна Ленвен виготовляла одяг для своєї дочки. З часом, одяг почав привертати увагу інших батьків, які стали просити зробити такий одяг для їх дітей. Незабаром Ленвен вже виготовляла сукні для матерів цих дітей, які стали першими клієнтками її нового бутику на вулиці Фобур Сент-Оноре у Парижі. У 1909 році Ленвен приєдналася до Syndicat de la Couture, що визначило її офіційний статус кутюр'є.
У 1920-х роках Ланвен відкрила магазини домашнього декору, чоловічого одягу, хутра та білизни. З 1923 року імперія Ланвен розширилась фабрикою барвників у Нантерр. Але найзначнішим її розширенням стало створення Lanvin Parfums SA у 1924 році.

## Дім після Жанни Ланвен
Після смерті Жанни Ланвен у 1946 році право власності на компанію перейшло до її дочки Марі-Бланш, яка з 1942 року керувала компанією спільно з двоюрідним братом. У 1958 році, після смерті і внаслідок бездітності Марі-Бланш, право власності на дім моди Lanvin перейшло до її кузена Іва Ланвена.
З середини 1960-х до поглинання L'Oreal у 1996 році домом Lanvin керував Бернард Ленвен. Експортний відділ знаходився на оригінальній фабриці в Нантеррі, де виготовляли та розливали всі парфуми. Адміністративний головний офіс знаходився у Парижі.
Мідленд Банк придбав частку в компанії у сім'ї в березні 1989 року та призначив Леона Бресслера на чолі компанії, щоб оновити згасаючий імідж фірми. У лютому 1990 року банк продав дім Lanvin французькій холдинговій компанії Orcofi на чолі з сім'єю Віттон. 1994 року L'Oréal придбала у Orcofi 50 % дому Lanvin. 1995 року L'Oréal збільшила свою частку до 66 %, а у 1996 році викупила всі 100 %.
У серпні 2001 року дім Lanvin у L'Oréal викупила приватна група інвесторів Harmonie S.A. на чолі з тайванською підприємицею та медіамагнаткою Шоу-Лан Вонг. У 2005 році Joix Corporatic був власником ліцензії прет-а-порте Lanvin в Японії з роздрібною вартістю 50 млн євро.
4 грудня 2009 року дім Lanvin відкрив свій перший американський бутик у Бал-Гарбор, Флорида.
У 2011 році продажі Lanvin досягли 203 млн євро, не враховуючи, за оцінками, 4,5 млн євро доходів від ліцензій.
20 листопада 2013 року Lanvin став офіційним кравцем ФК «Арсенал», Лондон.
У лютому 2018 року конгломерат Fosun International, зі штаб-квартирою у Шанхаї, заплатив 120 мільйонів євро, щоб стати мажоритарним акціонером дому Lanvin. У березні 2020 року Жан-Філіпп Геккет відмовився від посади генерального директора після 18 місяців роботи на посаді. Тимчасовою генеральною директором стала Джоанн Ченг, голова Fosun Fashion Group, материнської компанії Lanvin, і глава ради директорів Lanvin.